# Grebbestadsrånet
Grebbestadsrånet var ett rån som genomfördes på morgonen den 22 april 2003 mot en värdetransport från Securitas Värde i anslutning till Sparbanken Tanums kontor i Grebbestad. Rånbytet på 12 miljoner kronor har inte återfunnits.
Fem personer dömdes för grovt rån till mellan fem och åtta års fängelse. Två personer dömdes för medhjälp till grovt rån och en person för grovt vapenbrott. Dessutom uppmärksammades att en av försvarsadvokaterna i målet hade läckt känsliga uppgifter om utredningen i strid mot yppandeförbud. Advokaten dömdes till dagsböter och uteslöts ur advokatsamfundet. Företaget som genomförde värdetransporten fick böta 300 000 kronor för arbetsmiljöbrott.

## Händelseförlopp
På kvällen den 21 april 2003 hade tre väktare från Securitas Värde varit på hämtningstur i norra Bohuslän. Det var annandag påsk, så mängden kontanter var större än normalt. Sista stoppet på turen var Sparbanken Tanums vid torget i Grebbestad vid tvåtiden på natten. En av väktarna körde först i en följebil medan de övriga två åkte i värdetransportbilen. Framme vid banken möts de två väktarna i värdetransporten av fem rånare beväpnade med AK4 och jaktvapen. Rånarna krossade ett fönster till banken med en yxa och tog sig in till serviceboxen, som en av väktarna hade gått in för att tömma.
Föraren av följebilen hade anat oråd och larmat polisen. I och med det låstes tillgången till värdetransporten. Gärningsmännen hade förberett sprängmedel för att ändå kunna ta sig in, men det behövde aldrig användas. I strid mot gällande rutiner förvarades nyckeln till säkerhetsvalvet i följebilen. De kunde därför tvinga till sig nyckeln för att komma in i fordonet. Väskor fylldes med sedlar och efter 15 minuter lämnade rånarna platsen. De hade då fått med sig motsvarande 12 miljoner kronor i svenska och norska sedlar. En polispatrull var redan på plats, men hade fått order om att inte konfrontera de tungt beväpnade rånarna av rädsla för att de skulle öppna eld. Polismorden i Malexander fyra år tidigare var ännu färskt minne och nämns av kriminalkommissarie Thord Haraldsson som något man inte ville se en upprepning av.
Gärningmännen flydde från platsen i en ny Volvo V70 som hade stulits från fabriken i Torslanda under mars månad. Medhjälpare spred ut fotanglar på E6 norr och söder om Tanumshede för att stoppa eventuella förföljande polisfordon. Gärningsmännen bytte fordon vid en bilhandlare i Tanumshede, där den första flyktbilen brändes. Vid platsen glömdes ett vapen, som kom att bli en avgörande ledtråd som gjorde att polisen kunde identifiera gärningsmännen. Efter det ska man ha återvänt till en stuga i Fjällbacka som hade använts som utgångspunkt. Väl där delade gärningsmännen sedan upp bytet.

## Rättsligt efterspel

### Polisutredning och gripanden
Polisutredningen leddes av personal från länskriminalen i Trollhättan. Den utbrända flyktbilen hittades på förmiddagen och likaså det kvarglömda vapnet. Detta vapen kunde spåras till en handlare i Götene. I februari och mars 2004 greps flera män i misstänkta för inblandning i rånet i Grebbestad. I februari och mars 2004 greps ytterligare misstänkta. En av dessa accepterade ett erbjudande om vittnesskydd från åklagaren mot att han pekade ut de andra gärningsmännen med namn. Han påstod senare att de övriga hade lagt beslag på hans andel av bytet.
Åtal väcktes i Strömstads tingsrätt mot sju män den 26 april 2004, nästan exakt ett år efter rånet. Av dessa åtalades fem personer för grovt rån, varav fyra skulle ha varit med vid banken och den femte hade berett tillgång till stugan i Fjällbacka. Två personer åtalades för medhjälp till grovt rån. Vapenhandlaren åtalades för medhjälp till grovt rån alternativt grovt vapenbrott. I maj 2004, dagarna innan rättegången mot de övriga hade inletts, greps ytterligare en av de misstänkta i USA. I samband med att denne gifte sig i USA hade det upptäckts att han var internationellt efterlyst.
Bytet från rånet har inte återfunnits.

### Rättegångar och domar
Rättegången mot de åtta först åtalade hölls av Strömstads tingsrätt i Göteborgs tingsrätts säkerhetssal på Postgatan med start den 3 maj 2004. Rättegången bevakades av tungt beväpnad polis och helikopter. Det ansågs föreligga en mycket stark hotbild mot rättegången, framförallt mot en av de åtalade som hade erkänt och blivit ett viktigt vittne.
Den av de åtalade som hade vittnat mot sina medåtalade dömdes till sex års fängelse för grovt rån. Övriga tre som var med vid banken dömdes till åtta års fängelse för grovt rån. Den person som hade gett tillgång till stugan i Fjällbacka dömdes till fyra års fängelse för medhjälp till grovt rån. Vapenhandlaren dömdes till ett års fängelse för grovt vapenbrott. Av de övriga två åtalade dömdes en till skyddstillsyn och en frikändes. Den man som greps i USA åtalades för grovt rån och dömdes till fem års fängelse.
Domarna för de sju som fälldes i den första rättegången överklagades till Hovrätten för Västra Sverige. Hovrätten fastställde tingsrättens domar, men höjde straffet för mannen med stugan i Fjällbacka från fyra till fem års fängelse. Domen mot den man som greps i USA överklagades inte.

### Brott mot yppandeförbudet
Under en häktningsförhandling vid Strömstads tingsrätt fick försvarsadvokaten Lars Lundgren veta vem som försett polisen med uppgifter, och samtliga närvarande belades med yppandeförbud. Lundgren förde trots det informationen vidare till en då 35-årig man som misstänktes vara involverad, och den som utpekats som tjallare hamnade under hot, enligt personsäkerhetsroteln i Västra Götaland under lång tid och till stora säkerhetskostnader för polisen.
Kammaråklagaren i Uddevalla upptäckte redan tidigt att Lundgren läckt uppgifter och begärde därför att Lundgren ej längre skulle få agera försvarare, men innan något formellt beslut togs valde Lundgren själv att avgå som försvarare. På grund av detta prövade lagmannen aldrig det eventuella brottet mot yppandeförbudet.
I maj 2004 beslöt Justitiekanslern inleda förundersökning mot Lundgren, och i oktober 2005 dömdes han av Borås tingsrätt till 120 dagsböter à 200 kr för brott mot yppandeförbudet, ej för brott mot tystnadsplikten vilket hade kunnat ge fängelsestraff.
Efter händelsen uteslöts Lundgren ur Sveriges advokatsamfund och förlorade därmed rätten att kalla sig advokat. Han överklagade uteslutningen till Högsta domstolen, som avslog Lundgrens begäran.

### Arbetsmiljöbrott
Under 2004 anmälde Arbetsmiljöinspektionen företaget Securitas Värde för arbetsmiljöbrott i samband med rånet. I april 2008 accepterade företaget, som då hade bytt namn till Loomis, ansvar för arbetsmiljöbrott och en företagsbot på 300 000 kronor. Åklagaren pekade i strafföreläggandet på att Loomis inte hade tillräckliga rutiner för instruktion och utbildning av personalen.